# Doug Burgum
Douglas James Burgum (Arthur, 1 de agosto de 1956) é um empresário e político norte-americano que ocupa o cargo de 55º secretário do Interior dos Estados Unidos desde 1 de fevereiro de 2025, sob o governo do presidente Donald Trump. Membro do Partido Republicano, anteriormente foi o 33º governador da Dakota do Norte, de 2016 a 2024.
Burgum formou-se na Universidade Estadual da Dakota do Norte em 1978 com um bacharelado em estudos universitários e, dois anos depois, obteve um MBA pela Universidade Stanford. Em 1983, hipotecou terras agrícolas herdadas para investir na Great Plains Software, em Fargo. Tornou-se presidente da empresa em 1984 e a levou ao mercado de ações em 1997. Em 2001, vendeu a empresa para a Microsoft por US$ 1,1 bilhão. Enquanto trabalhou na Microsoft, gerenciou a divisão Microsoft Business Solutions. Burgum também atuou como presidente do conselho da empresa australiana de software Atlassian e da SuccessFactors. Além disso, é fundador da Kilbourne Group, uma empresa de desenvolvimento imobiliário com sede em Fargo, e cofundador da Arthur Ventures, um grupo de capital de risco voltado para software.
Burgum venceu a eleição para governador da Dakota do Norte em 2016 com ampla vantagem e foi reeleito por uma margem expressiva em 2020. Em junho de 2023, lançou sua campanha para a nomeação republicana à presidência em 2024, mas encerrou sua candidatura no início de dezembro do mesmo ano. Posteriormente, tornou-se assessor da campanha de Trump para políticas energéticas. Em 14 de novembro de 2024, o presidente eleito Trump anunciou sua intenção de nomear Burgum como secretário do Interior dos Estados Unidos e o indicou como presidente do Conselho Nacional de Energia. Ele foi confirmado pelo Senado dos Estados Unidos para o cargo em 30 de janeiro de 2025, com uma votação de 80 a 17.

## Infância e educação
Douglas James Burgum nasceu em 1 de agosto de 1956, em Arthur, na Dakota do Norte, filho de Katherine Kilbourne e Joseph Boyd Burgum. Ele tem um irmão, Bradley, e uma irmã, Barbara. Sua família tem uma longa história na cidade, onde seu avô fundou um elevador de grãos em 1906. Com o tempo, o negócio evoluiu para uma empresa do setor agroindustrial, que ainda pertence à família.
Durante seu primeiro ano no ensino médio, Burgum perdeu o pai, uma experiência que ele afirmou ter moldado sua vida. Em 1978, formou-se na Universidade Estadual da Dakota do Norte, onde foi membro da fraternidade Sigma Alpha Epsilon e atuou como presidente do corpo estudantil. Durante seus anos de faculdade, iniciou um negócio de limpeza de chaminés.
Mais tarde, Burgum estudou na Stanford Graduate School of Business, onde fez amizade com Steve Ballmer, que se tornaria CEO da Microsoft. Em 1980, concluiu seu MBA na mesma instituição.

## Carreira empresarial

### Great Plains Software
Após obter seu MBA, Burgum mudou-se para Chicago para trabalhar como consultor de gestão na McKinsey & Company.
Em março de 1983, hipotecou US$ 250.000 em terras agrícolas para investir na Great Plains Software, uma empresa de software contábil com sede em Fargo. Ele adquiriu uma participação de 2,5% na empresa e assumiu o cargo de vice-presidente de marketing. Em 1984, liderou um grupo de investidores, incluindo parentes, para comprar a participação majoritária da empresa do fundador Joseph C. Larson, que manteve uma participação minoritária.
Durante a década de 1980, a revista Fortune frequentemente listava a Great Plains Software entre as 100 melhores empresas para se trabalhar nos Estados Unidos. Burgum expandiu a empresa para cerca de 250 funcionários em 1989 e impulsionou suas vendas anuais para cerca de US$ 300 milhões, utilizando a internet para expandir os negócios além da Dakota do Norte. Ele afirmou que escolheu estabelecer a empresa em Fargo devido à proximidade com a Universidade Estadual da Dakota do Norte, que fornecia engenheiros para a Great Plains.
A empresa abriu capital na bolsa em 1997. Em 1999, adquiriu a Match Data Systems, uma equipe de desenvolvimento nas Filipinas. Em 2001, Burgum vendeu a Great Plains Software para a Microsoft por US$ 1,1 bilhão em ações. O anúncio da aquisição foi feito em dezembro de 2000 e concluído no ano seguinte. Na época da venda, Burgum detinha uma participação de 10% na empresa.

### Microsoft
Após a aquisição, Burgum foi nomeado vice-presidente sênior do grupo Microsoft Business Solutions, a unidade criada a partir da Great Plains Software. Na Microsoft, ele foi responsável por tornar os aplicativos empresariais uma prioridade da empresa.
Em 2005, expressou interesse em deixar o cargo de vice-presidente sênior para assumir a posição de presidente do Microsoft Business Solutions. Em setembro de 2006, anunciou que planejava sair da Microsoft completamente até 2007.

### Empresas de investimento
Em 2008, Burgum cofundou a Arthur Ventures, uma empresa de capital de risco que investe em negócios voltados para tecnologia, ciências da vida e tecnologias limpas. O grupo começou com um fundo de investimento de US$ 20 milhões e inicialmente investiu em empresas de Dakota do Norte e de Minnesota. Até 2013, expandiu suas operações para Nebraska, Missouri, Arizona e Iowa.
Burgum também é fundador da Kilbourne Group, uma empresa de desenvolvimento imobiliário focada no centro de Fargo. Em 2013, ele anunciou planos para construir o edifício mais alto da cidade — um arranha-céu de 23 andares de uso misto, chamado Block 9 ou Dakota Place. A construção foi concluída em 2020 e recebeu o nome de RDO Building. A empresa também defendeu a construção de um centro de convenções no centro de Fargo e adquiriu diversos imóveis históricos para revitalização, incluindo a antiga igreja luterana St. Mark's e a antiga escola alternativa Woodrow Wilson. Muitas das empresas em que Burgum investiu estão sediadas em Fargo.
Em 2009, Burgum foi incentivado a se candidatar ao cargo de presidente da Universidade Estadual da Dakota do Norte, mas em 2010 a posição foi concedida ao acadêmico Dean Bresciani.

## Envolvimento inicial na política
Burgum apoiou o republicano Steve Sydness na eleição para uma das cadeiras do Senado dos EUA pela Dakota do Norte em 1988. Posteriormente, apoiou as campanhas dos republicanos John Hoeven e Jack Dalrymple para governador em 2008 e 2012, respectivamente.

## Governador da Dakota do Norte (2016–2024)
Em 2016, Burgum anunciou sua candidatura ao governo da Dakota do Norte pelo Partido Republicano. Sem experiência política formal, perdeu a indicação do partido para o então procurador-geral Wayne Stenehjem, mas venceu Stenehjem nas primárias dois meses depois. Na eleição geral de novembro, enfrentou o democrata Marvin Nelson e o libertário Marty Riske, conquistando mais de 75% dos votos. Ele tomou posse em 15 de dezembro de 2016, ao lado de seu vice, Brent Sanford.
Durante seus dois mandatos, a Dakota do Norte manteve uma indústria de combustíveis fósseis forte. Burgum estabeleceu a meta de tornar o estado neutro em emissões de carbono até 2030, planejando atingir esse objetivo por meio de tecnologias de captura e armazenamento de carbono, além de práticas agrícolas que sequestram carbono no solo. O anúncio da meta, em 2021, gerou cerca de US$ 25 bilhões em investimentos do setor privado, segundo declarações de Burgum na reunião anual do Conselho de Petróleo da Dakota do Norte.
Burgum foi reeleito em 2020 com mais de 65% dos votos. Em 20 de dezembro de 2022, seu vice, Brent Sanford, renunciou ao cargo, alegando desejo de retornar ao setor privado. Burgum nomeou a empresária Tammy Miller como nova vice-governadora, e ela assumiu o cargo em 2 de janeiro de 2023.
Em 22 de janeiro de 2024, Burgum anunciou que não concorreria a um terceiro mandato como governador. Em 21 de fevereiro, endossou a candidatura de sua vice, Tammy Miller, como sua sucessora. No entanto, Miller perdeu a indicação para o deputado federal Kelly Armstrong, que mais tarde venceu a eleição geral.

## Secretário do Interior

### Nomeação e confirmação
Em 15 de novembro de 2024, o presidente eleito Donald Trump anunciou sua intenção de nomear Burgum para o cargo de Secretário do Interior. O Departamento do Interior é responsável por administrar terras públicas, recursos naturais e o Bureau de Assuntos Indígenas, entre outras funções.
Segundo relatos, a principal diretriz de Trump para Burgum à frente do departamento foi expandir significativamente a exploração de petróleo e gás. Além disso, Trump nomeou Burgum como seu "czar da energia", encarregado de liderar iniciativas de desregulamentação e atrair investimentos privados no setor. Esse cargo também garantiu a Burgum um assento no Conselho de Segurança Nacional.

### Confirmação no Senado
A audiência de confirmação de Burgum perante o Comitê de Energia e Recursos Naturais do Senado foi inicialmente agendada para 14 de janeiro de 2025, seis dias antes da posse de Donald Trump. O senador democrata Martin Heinrich protestou contra a data, alegando que o presidente do comitê, Mike Lee, havia marcado a audiência antes que Burgum concluísse diversos formulários. No entanto, Lee afirmou que o comitê recebeu a mesma quantidade de documentos que nas confirmações dos indicados de Obama em 2009.
No dia 13 de janeiro, Lee anunciou que a audiência seria adiada devido a problemas com a papelada, esclarecendo que Burgum entregou seus documentos no prazo, mas o Escritório de Ética Governamental não completou sua parte do processo. Como resultado, os democratas do Senado solicitaram um adiamento de uma semana, mas, no fim, a audiência foi adiada apenas dois dias, para 16 de janeiro.
Durante a audiência, Burgum afirmou que via as terras e águas públicas dos EUA como parte do "balanço patrimonial" do país e defendeu a extração de trilhões de dólares em petróleo, gás e minerais por meio da mineração e perfuração. Ele também argumentou que a limitação da produção de energia representava uma ameaça à segurança nacional, pois forçava os EUA a importar combustível de países como Rússia e Irã. Sobre mudanças climáticas, ele declarou: "Acredito que a mudança climática é, com certeza, um fenômeno global."
Após a audiência, o Comitê de Energia e Recursos Naturais agendou uma votação para 23 de janeiro e aprovou sua indicação por 18 votos a 2. Posteriormente, Burgum foi confirmado pelo Senado em 30 de janeiro, com um placar de 79 votos a favor e 18 contra.

### Gestão no Departamento do Interior
Em 1 de fevereiro, Burgum foi empossado como o 55º Secretário do Interior dos Estados Unidos pela juíza da Suprema Corte Sonia Sotomayor. Sua primeira ação foi enviar um e-mail para todo o departamento pedindo a redução de regulamentações e a ampliação da extração de recursos naturais. Para isso, assinou uma série de ordens para acelerar o desenvolvimento de projetos, agilizar processos de licenciamento e eliminar regulações estabelecidas pelo Inflation Reduction Act.
Burgum recebeu elogios de muitas tribos indígenas ao ordenar que os programas relacionados aos povos indígenas fossem isentos dos cortes planejados por Trump nos programas de Diversidade, Equidade e Inclusão.
Além disso, foi encarregado de liderar os esforços da administração Trump para renomear o Golfo do México como "Golfo da América", o que incluiu contatos do seu departamento com empresas de mapeamento, como o Google Maps.